# Eucalyptus froggattii
Eucalyptus froggattii (лат.) — небольшое дерево, вид рода Эвкалипт (Eucalyptus) семейства Миртовые (Myrtaceae), эндемик штата Виктория (Австралия). Назван в честь австралийского энтомолога Уолтера Уилсона Фроггата.

## Ботаническое описание
Eucalyptus froggattii — небольшое многоствольное дерево до 6 м высотой или одноствольное дерево до 9 м, образует утолщение у основания ствола (лигнотубер). Кора грубая крошащаяся черноватая на стволе, а наверху гладкая от серого до коричневого цвета, которая сверху сбрасывается лентами. Молодые растения и побеги имеют глянцево-зелёные черешковые от копьевидных до изогнутых листьев 78-172 мм в длину и 17-28 мм в ширину. Зрелые листья такие же глянцевые, светло-зелёные с обеих сторон, от копьевидных до изогнутых, длиной 65-130 мм и шириной 12-25 мм на черешках длиной 5-15 мм. Цветочные бутоны расположены на концах ветвей группами по семь, девять или одиннадцать на ветвящейся цветоножке длиной 4-15 мм. Бутон на цветоножке длиной 2-10 мм. Зрелые почки имеют форму булавы или ромба на виде сбоку, более или менее квадратные в поперечном сечении с ребрами вдоль каждого угла 7-10 мм в длину и 5-7 мм в ширину с пирамидальным или коническим колпачком. Цветки от белого до кремового цвета, чашевидные или грушевидные сбоку и квадратные в поперечном сечении, 6-9 мм в длину и 5,8 мм в ширину.

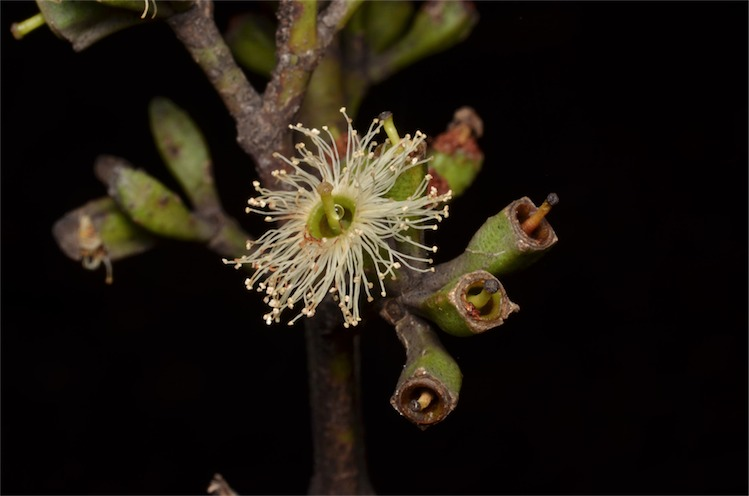
Цветки
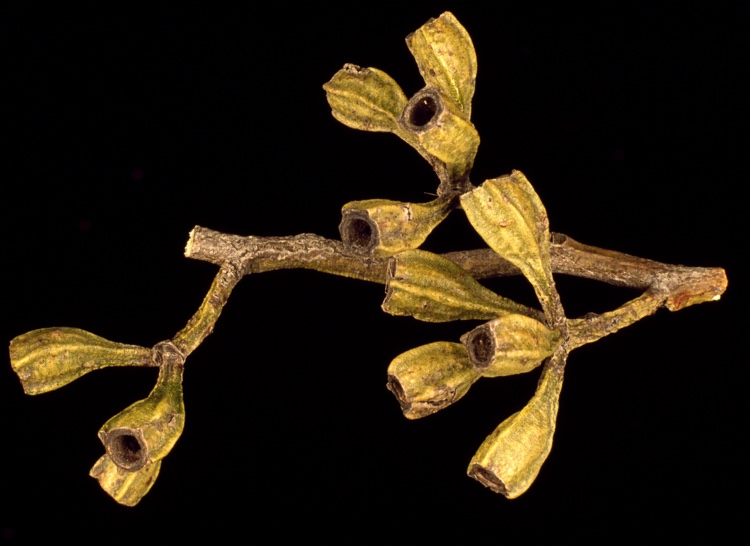
Плоды

## Таксономия
Впервые вид Eucalyptus froggattii был официально описан в 1934 году Уильямом Блейкли по экземпляру, собранному в Камаруке близ Бендиго Альфредом Ховиттом, и описание было опубликовано в книге Блейкли A Key to the Eucalypts. Видовой эпитет — в честь австралийского энтомолога Уолтера Уилсона Фроггата.

## Распространение и местообитание
E. froggattii — эндемик штата Виктория в Австралии. Произрастает только в сохранившихся лесах или кустарниках на сельскохозяйственных угодьях между Хоршемом, Бендиго, Чарльтоном и Нхиллом в Виктории, но некоторые популяции сохраняются в Государственном парке Камарука (ныне часть Национального парка Большого Бендиго) и в заповедниках, таких как заповедник Вичителла и государственный парк горы Арапилес-Тоо.

## Охранный статус
Международный союз охраны природы классифицирует вид, как вымирающий.